# Università statale del Priamur'e "Šolom-Alejchem"
L'Università statale del Priamur'e "Šolom-Alejchem" (in russo Приамурский государственный университет имени Шолом-Алейхема?, Priamurskij gosudarstvennyj universitet imeni Šolom-Alejchema, PGU; in yiddish: אמורלאנד שטאט־אוניווערסיטעט – שלום־עליכם, Amurland Schtat-Universitet – Scholem Aleychem) è un ente di istruzione  accademica russo situato a Birobidžan intitolata a Šolom-Alejchem è un ente di istruzione accademica russo situato a Birobidžan intitolata a Šolom-Alejchem.